# Оксид сірки
Оксид сірки може означати:
- Оксид сірки(II), SO
- Оксид сірки(IV), SO2
- Оксид сірки(VI), SO3